# Ludwig Hevesi

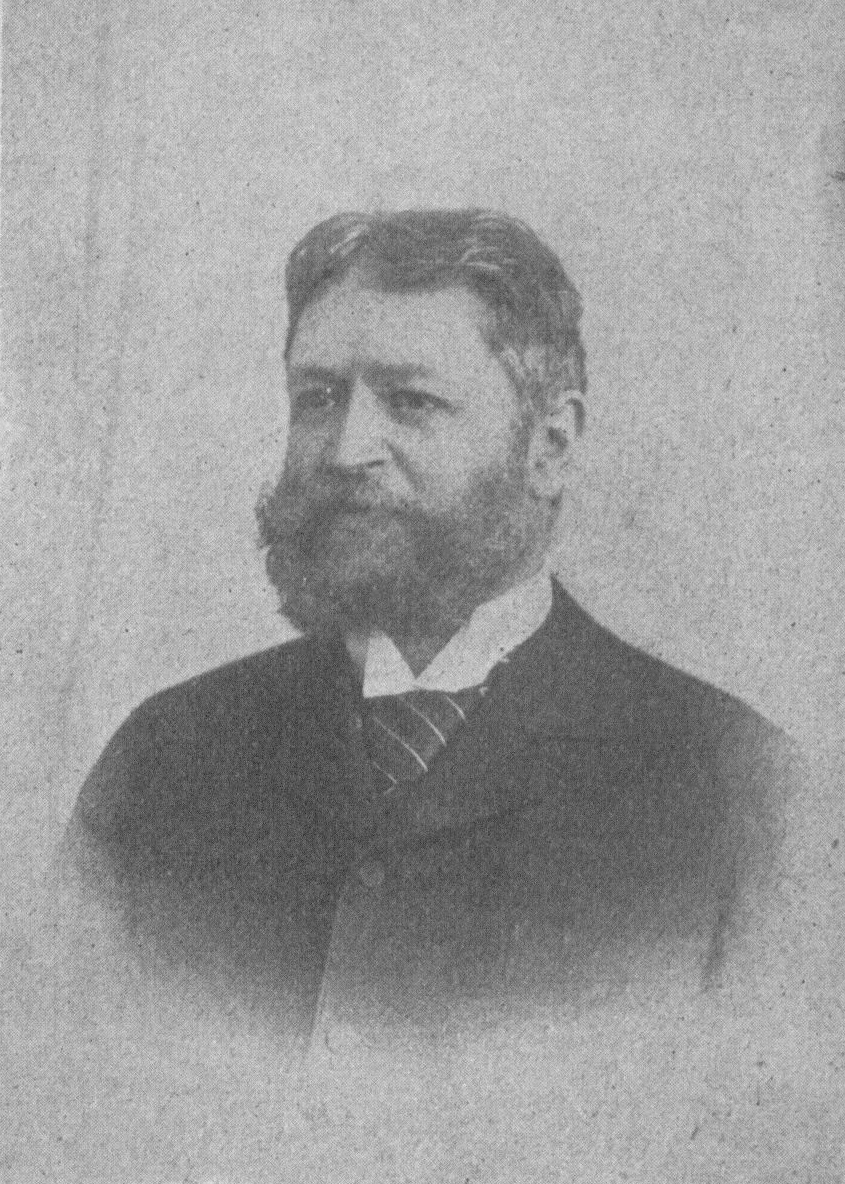
Ludwig Hevesi, Photo von Josef Löwy

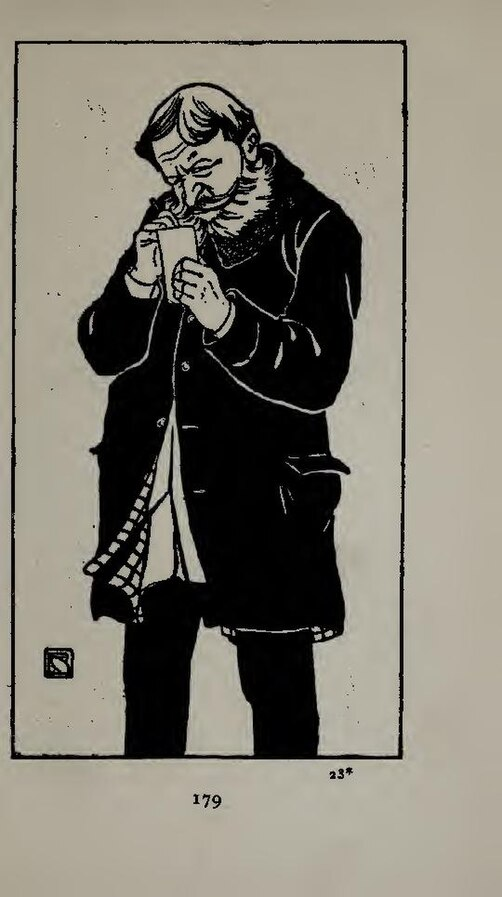
Bertha Czegka: Ludwig Hevesi (1902)

Ludwig Hevesi (Pseudonym), ursprünglich bis 1872: Ludwig Hirsch bzw. Lajos Lövy (* 20. Dezember 1843 in Heves, Ungarn; † 27. Februar 1910 in Wien) war ein ungarisch-österreichischer Schriftsteller, Journalist und der bedeutendste Kunstkritiker seiner Zeit.

## Leben
Der aus Heves ['heveʃ] in Ungarn stammende Sohn des jüdischen Arztes Mór (Mauritz) Lövy und dessen Frau Adél (Adele) besuchte von 1854 bis 1862 das Gymnasium der Piaristen in Pest. Anschließend studierte er 1862 bis 1865 Klassische Philologie und Medizin in Budapest und Wien, jedoch ohne Abschluss, da er bereits früh journalistisch und schriftstellerisch tätig wurde. Etwa 1872 legte er sich das Pseudonym „Ludwig Hevesi“ zu, für ungarische Publikationen den Namen „Hevesi ['heveʃi] Lajos“.
1866 wurde er Redaktionsmitglied des Pester Lloyd, anfangs unter der Redaktionsleitung von Adolf Dux, und avancierte zum Hauptfeuilletonautor mit Rubriken wie „Pester Skizzen“, „Pester Briefe“, „Pester Bagatellen“, „Wiener Briefe“, „Aus dem Wiener Kunstleben“. 1875 siedelt er nach Wien um und war Redaktionsmitglied im Feuilleton des Wiener Fremden-Blattes. Insgesamt schrieb er in seinem Leben für über 20 Zeitungen und Zeitschriften, darunter die Breslauer Zeitung, Ver Sacrum, Zeitschrift für bildende Kunst (Leipzig, Seemann); selbst gründete er eine Jugendzeitung (Kleine Leute) sowie mit anderen das humoristische Blatt Borsszem Jankó.
Schwerpunkte seiner Arbeiten waren Theaterkritiken (Rezensionen), zum Beispiel über das Wiener Hofburgtheater, sowie Kunstkritiken zur Wiener Kunstszene und literarische Essays.
Er war einer der bedeutendsten Kunstkritiker der franzisko-josephinischen Zeit. Insbesondere unterstützte er die Wiener Secession publizistisch und trug dadurch zu deren Erfolg bei. In Abkehr der vom Makartstil geprägten Gesellschaftsmalerei des 19. Jahrhunderts förderte er die ersten „Secessionisten“ wie Anton Romako oder den Landschaftsmaler Theodor Hörmann von Hörbach, in der Folgezeit dann die sogenannte Klimt-Gruppe. Sein Werk Altkunst – Neukunst verwendet erstmals den Begriff „Neukunst“, der sich im französischen als „art nouveau“, sich im deutschsprachigen Bereich jedoch als Jugendstil durchgesetzt hat.

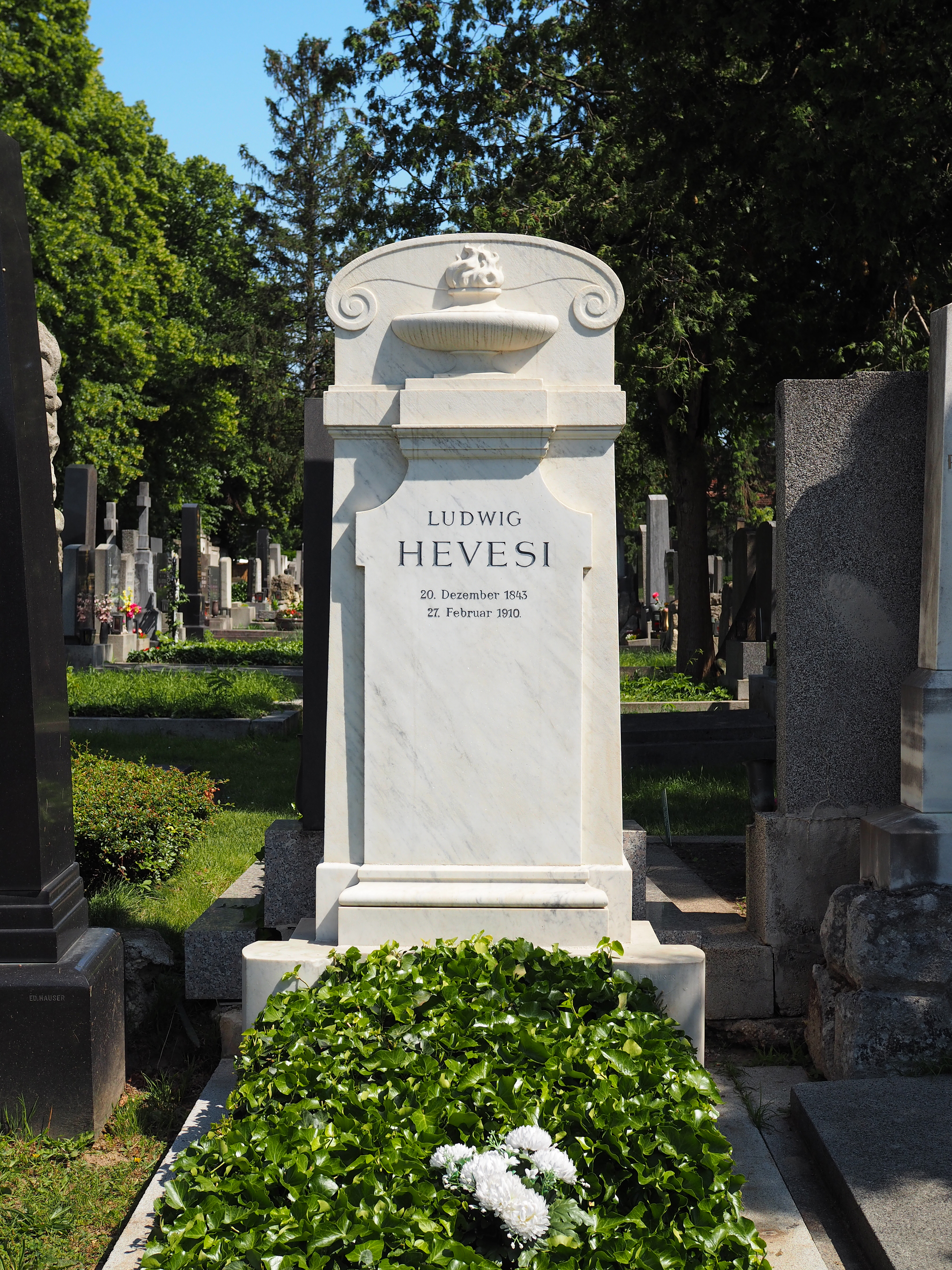
Grab von Ludwig Hevesi auf dem Wiener Zentralfriedhof

Für das von Adolf Loos 1899 eingerichtete Café Museum prägte er den prägnanten Namen Café Nihilismus. Ebenfalls von Hevesi stammt der Spruch über dem Eingang des Olbrichschen Secessions-Gebäudes „Der Zeit ihre Kunst – der Kunst ihre Freiheit“.
Des Weiteren veröffentlichte er Reisebücher (Deutschland, England, Griechenland, Italien mit Sizilien) und zahlreiche Humoresken (etwa Jules Verne in der Hölle und Jules Verne im Himmel). Hevesi ist als erster bedeutender Sammler utopischer Romane im europäischen Raum bekannt. Seine im Nachlass erfasste Sammlung umfasste 1840 Bücher und diente bei seltenen Werken als Referenznachschlagewerk.
Hevesi blieb unverheiratet; er erschoss sich 66-jährig in seiner Wohnung Walfischgasse 8, Wien-Innere Stadt. Ein neben dem Toten vorgefundenes, am Todestag an Ignaz Schnitzer gerichtetes Schreiben lässt den Schluss zu, dass dem Freitod Hevesis spontanes Handeln zugrunde lag. Ludwig Hevesi wurde am 1. März 1910 auf dem Wiener Zentralfriedhof, evangelische Abteilung, begraben (Lage des Grabes: Tor 4 Gruppe 2 Nr. 541).
Eduard Kaiser schuf als eines seiner Spätwerke ein Brustbildnis des Schriftstellers.

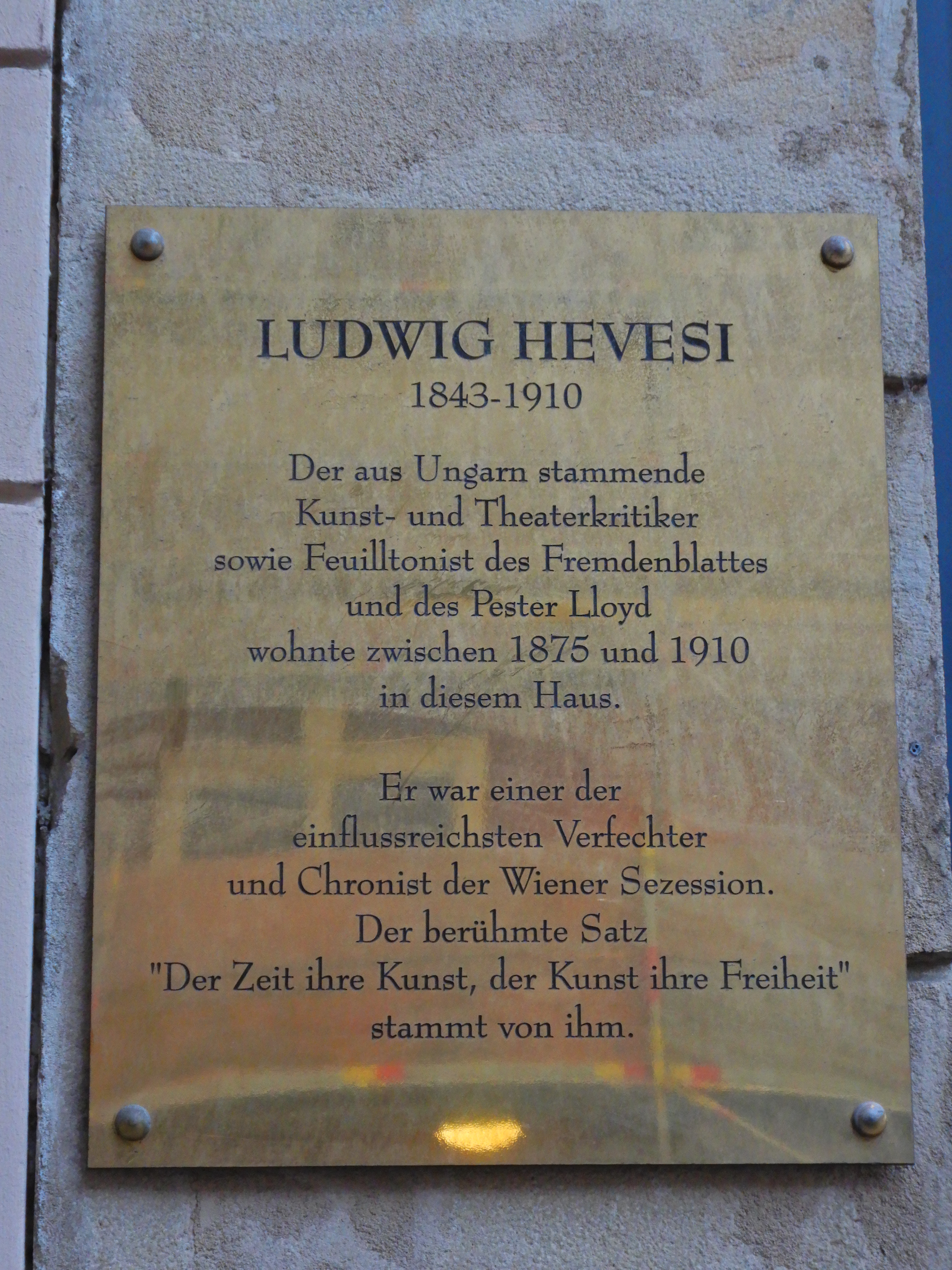
Gedenktafel für Ludwig Hevesi

## Postume Ehrungen
- 1964: Benennung der Hevesigasse in Wien-Hietzing (13. Wiener Gemeindebezirk)
- 2013: Enthüllung einer Gedenktafel am Haus Walfischgasse 8, Wien-Innere Stadt[6]

## Werke (Auswahl)

### Eigene Werke
- A kereskedelmi levelezésnek kézikönyve. Pest 1864. [Handbuch der Handelskorrespondenz].
- Sie sollen ihn nicht haben: Heiteres aus ernster Zeit. Köhler, Leipzig 1871.
- Kleine Leute: Illustrirte Kinderzeitung. (7 Bände). Budapest 1871/74.
- Jelky András: bajai fiú rendkivüli kalandjai ötödfél világrészben. Pest 1872.
Neuübersetzung: Die Abenteuer des András Jelky in drei Erdteilen. Neu bearbeitet von János Czibor auf Grund der dritten Ausgabe vom Jahre 1879. Übersetzt von Jószef Takách. Corvina, Budapest 1961. (Mehrere Aufl.).
- Budapest und seine Umgebung. Ráth, Budapest 1873. Ungarische Ausgabe: Budapest  és környéke. Budapest 1873.
- Des Schneidergesellen Andreas Jelky Abenteuer in vier Welttheilen. Nach historischen Quellen zum ersten Male ausführlich dargestellt und der reiferen Jugend gewidmet von Onkel Tom. Redakteur der „Kleinen Leute“. Mit sechs Holzschnitten nach Zeichnungen von Johann Greguß. Franklin-Verein, Budapest 1875. (Hiervon 18 Auflagen und Übersetzungen in mehrere Sprachen)
- Karczképek az ország fővárosából. Budapest 1876. [Skizzen aus der Hauptstadt des Landes]
- Auf der Schneide: Ein Geschichtenbuch. Bonz, Stuttgart 1884.
- Neues Geschichtenbuch. Bonz, Stuttgart 1885.
- Auf der Sonnenseite: Ein Geschichtenbuch. Bonz, Stuttgart 1886.
Microfiche-Ausgabe: Belser, Wildberg 1989/90, ISBN 3-628-40726-5.
- Almanaccando: Bilder aus Italien. Bonz, Stuttgart 1888.
- Buch der Laune: Neue Geschichten. Bonz, Stuttgart 1889.
- Ein englischer September: Heitere Fahrten jenseits des Kanals. Bonz, Stuttgart 1891.
- Regenbogen: Sieben heitere Geschichten. Mit Illustrationen von Wilhelm Schulz. Bonz, Stuttgart 1892.
- Von Kalau bis Säkkingen: Ein gemütliches Kreuz und Quer Bonz, Stuttgart 1893.
- Tübingen: Eine Reiseskizze. 1893.
- Zerline Gabillon: Ein Künstlerleben. Mit 18 Zeichnungen von Helene Bettelheim-Gabillon. Bonz, Stuttgart 1894.
- Glückliche Reisen. Bonz, Stuttgart 1895.
- Wilhelm Junker: Lebensbild eines Afrikaforschers. Weidmann, Berlin 1896.
- Victor Tilgners ausgewählte Werke. Wien 1897.
- Die Althofleute: Ein Sommerroman. Mit Illustrationen von Wilhelm Schulz. Bonz, Stuttgart, 1897.
- Blaue Fernen: Neue Reisebilder. Bonz, Stuttgart 1897.
- Das bunte Buch: Humoresken aus Zeit und Leben, Litteratur und Kunst. Bonz, Stuttgart 1898.
- Wiener Totentanz: Gelegentliches über verstorbene Künstler und ihresgleichen. Bonz, Stuttgart 1899.
Neuausgabe: Innsbruck, Univ. 2007, ISBN 3-226-00352-6.
- Ideen. Olbrich Josef M.; Einf. von Ludvig Hevesi. Wien o. J. [1899].
- Der zerbrochene Franz nebst anderen Humoresken und Geschichten. Bonz, Stuttgart 1900.
- Mac Eck's sonderbare Reisen zwischen Konstantinopel und San Francisco. Bonz, Stuttgart 1901.
- Österreichische Kunst im 19. Jahrhundert. 1. Teil: 1800–1848. 2. Teil: 1848–1900. Seemann, Leipzig 1903.
- Ewige Stadt, ewiges Land: Frohe Fahrt in Italien. Bonz, Stuttgart 1903.
- Sonne Homers: Heitere Fahrten durch Griechenland und Sizilien 1802-1904. Bonz, Stuttgart 1905.
- Rudolf von Alt: Variationen. Konegen, Wien 1905.
- Schiller – Lenau: – Zwei Concordia-Reden. Konegen, Wien 1905.
- Die fünfte Dimension: Humore der Zeit, des Lebens, der Kunst. Konegen, Wien 1906.
- 8 Jahre Secession: (März 1897 – Juni 1905);  Kritik – Polemik – Chronik. Konegen, Wien 1906.
Reprint: Wiederhrsg. u. eingeleitet von Otto Breicha. Ritter, Klagenfurt 1984, ISBN 3-85415-023-7.
- Der Zug um den Mund. Bonz, Stuttgart 1907.
- Gut munkeln: Neue Humore der neuen Zeit. Bonz, Stuttgart 1909.
- Altkunst – Neukunst: Wien 1894–1908. Konegen, Wien 1909.
Wiederhrsg. u. eingeleitet von Otto Breicha. Ritter, Klagenfurt 1986, ISBN 3-85415-034-2.
- Flagranti und andere Heiterkeiten. Bonz, Stuttgart 1909.
Neuausgabe:  Metroverlag, Wien 2009, ISBN 978-3-902517-97-5.
- Ludwig Speidel. Eine literarisch-biographische Würdigung. Meyer & Jessen, Berlin 1910
- Rudolf von Alt: Sein Leben und sein Werk. Nach dem hinterlassenen Manuskripte für den Druck vorbereitet von Karl M. Kuzmany. Hrsg. vom k.k. Ministerium für Kultus und Unterricht. Mit 61 Tafeln und 100 Textbildern. Artaria, Wien 1911.
- Das grosse Keinmalkeins. Hrsg. von Gunther Martin. Zsolnay, Wien, Darmstadt 1990, ISBN 3-552-04203-2.

### Übersetzungen ins Deutsche
- Árpád Berczik: Mütter und Töchter, Lustspiel in drei Aufzügen. Nach dem Ungarischen des Arpad von Berczik. Bonz, Stuttgart 1893
- Ungarn-Bände von: Az Osztrák-Magyar Monarchia írásban és képben. Ungarische Ausgabe von: Die österreichisch-ungarische Monarchie in Wort und Bild. Bd. 5, 9, 12, 16, 18, 21, 23. 1888–1902